# Penny Mordauntová
Penelope Mary Mordauntová (nepřechýleně známá jako Penny Mordaunt, * 4. března 1973) je britská politička, v letech 2022–2024 vůdkyně Dolní sněmovny a lord předsedkyně tajné rady. Je členkou Konzervativní strany.  Mezi roky 2010–2024 byla poslankyní Dolní sněmovny za obvod Portsmouth North, než v parlamentních volbách prohrála s labouristkou Amandou Martinovou. Působila jako služebně mladší ministryně pod vedením Borise Johnsona, předtím byla ve vládě Theresy Mayové v letech 2017 až 2019 státní tajemnicí pro mezinárodní rozvoj a od května do července 2019 státní tajemnicí pro obranu.

## Politická kariéra
Mordauntová vystudovala filozofii na univerzitě v Readingu a poté pracovala v oblasti vztahů s veřejností. Zastávala funkce v Konzervativní straně pod vedením lídrů strany Johna Majora a Williama Haguea a pracovala také pro prezidentské kampaně George W. Bushe v letech 2000 a 2004. V květnu 2010 byla Mordauntová zvolena do Dolní sněmovny. Za koaliční vlády Davida Camerona působila v letech 2014–2015 jako parlamentní náměstkyně ministra pro decentralizaci. Po parlamentních volbách v roce 2015 ji Cameron povýšil na státní ministryni pro ozbrojené síly. V referendu o členství v EU v roce 2016 Mordauntová podpořila brexit. Po jmenování Theresy Mayové premiérkou byla Mordauntová jmenována státní ministryní pro zdravotně postižené, práci a zdraví. V roce 2017 byla po rezignaci Priti Patelové jmenována státní tajemnicí pro mezinárodní rozvoj. V letech 2018 až 2019 působila také jako ministryně pro ženy a rovnost.
V květnu 2019 byla Mordauntová jmenována do vysoké vládní funkce státní tajemnice pro obranu, kde nahradila Gavina Williamsona, a stala se tak první ženou na tomto postu. Ve funkci ministryně obrany působila 85 dní, poté se vrátila do kuloárů, neboť ji z funkce odvolal nový premiér Boris Johnson. V únoru 2020, kdy došlo k reorganizaci vlády, se vrátila do vlády jako generální ředitelka pro platby. V rámci reorganizace v roce 2021 byla jmenována státní ministryní pro obchodní politiku. Mordauntová se přihlásila do soutěže o post předsedy Konzervativní strany a premiéra po Johnsonovi v roce 2022, ale v posledním kole hlasování mezi konzervativními poslanci byla vyřazena a následně podpořila Liz Trussovou. Mordauntová byla jmenována vůdkyní Dolní sněmovny a stala se členkou britské vlády, když byla Trussová povýšena na premiérku Spojeného království.
Dne 21. října 2022 oznámila svou kandidaturu na funkci britské premiérky. Její protikandidát, Rishi Sunak, však získal potřebnou podporu poslanců s velkým náskokem. Penny Mordauntová následně z boje o premiérské křeslo odstoupila a vyjádřila podporu Sunakovi. Sunak se jako jediný platný kandidát stal vůdcem Konzervativní strany bez volby. Jako nově nastupující premiér Spojeného království Mordauntovou 25. října 2022 potvrdil ve funkci vůdkyně Dolní sněmovny a lorda předsedkyně tajné rady v jeho vládě.